# Йохан IV фон Франкенщайн
Йохан IV фон Франкенщайн (на немски: Johann IV von und zu Frankenstein; * пр. 1509; † септември 1558) е господар на Франкенщайн в Оденвалд.
Той е единственият син на Конрад VI фон Франкенщайн († сл. 1504) и съпругата му Аполония фон Кронберг († 1503). Внук е на Конрад V фон Франкенщайн, бургграф на Щаркенбург († сл. 1469), и Елизабет фон Хиршхорн († 1475). Брат е на Аполония († сл. 1553) и на Анна († сл. 1538).

## Фамилия
Йохан IV фон Франкенщайн се жени за Ирмел фон Клеен († 6 ноември 1533). Те имат шест деца:
- Конрад († 1535/1540), женен за Отилия фон Флерсхайм
- Георг Освалд († пр.1538/пр.1549), женен (1520) за Кристина фон Флерсхайм, сестра на Отилия фон Флерсхайм
- Рудолф († 21 април 1560), княз-епископ на Шпайер (1552 – 1560)
- Готфрид (* 1512; † 19 април 1567), женен I. за Гертруд Кемерер фон Вормс-Далберг († сл. 1568), II. за Маргарета фон Оберщайн († 1574)
- Аполония († сл. 1540), омъжена за Адолф Ехтер фон Меспелбрун (1543 – 1600)
- Клара († 1577), омъжена за Рабан фон Дьорнберг